# Ла-Форс, Огюст Люк Номпар де Комон
Огюст Люк Номпар де Комон (фр. Auguste Luc Nompar de Caumont; 20 октября 1803, Париж — 17 ноября 1882, там же), 12-й герцог де Лафорс — французский военный и парламентарий.

## Биография
Сын Франсуа-Филибера-Бертрана Номпара де Комона, герцога де Лафорса, и Мари Констанс де Ламуаньон.
Первоначально титуловался графом де Комоном. Паж Людовика XVIII (24.01.1824). Младший лейтенант Альерских стрелков (1-го полка, 11.12.1822). 3 января 1827 в том же чине перешел в гвардейские уланы. 11 октября 1830 произведен в лейтенанты с увольнением в бессрочный отпуск. 11 октября 1832 поступил в распоряжение маршала Жерара, состоял прт его главном штабе, в ноябре отличился при осаде Антверпена и 9 января 1833 стал кавалером ордена Почетного легиона.
29 апреля 1833 стал лейтенантом 1-го уланского полка, 1 августа был назначен офицером для поручений при маршале Жераре и 31 декабря капитаном 2-го полка Африканских стрелков, но в часть не прибыл и 15 января 1834 был уволен в запас по собственному прошению.
Выйдя в отставку, безуспешно баллотировался в Палату депутатов от Жиронды. При Июльской монархии почти никакой политической роли не играл, после февраля 1848 служил в Национальной гвардии, отличился при подавлении Июньского восстания. После переворота 2 декабря декретом от 24 января 1852 был включен в состав сената, в котором неизменно примыкал к бонапартистскому большинству, ограничиваясь апробацией правительственных постановлений. В 1857 году наследовал своему бездетному племяннику Эдмону-Мишелю-Филиберу Номпару де Комону как герцог де Лафорс. Офицер (30.12.1855), затем командор ордена Почетного легиона (30.08.1865).

## Семья
Жена (контракт 18.04, подписан королем Луи Филиппом и королевской семьей; брак 20.04.1833): Эдме Шарлотта Антонина Гислена Више де Сель (1812—20.02.1856), дочь Антуана Филиппа Фьякра Гислена де Више, графа де Селя, и Луизы Жозефины Фелисите Серафины де Тембрюн де Валанс. «Обладала замечательным умом, но характер имела упрямый и сложный». Была убита в своем особняке на Елисейских Полях, где проживала отдельно от мужа, вюртембержцем Антоном Бауманом, который у нее работал неполный день. В результате ссоры он ее убил, тело положил в костер, похитил 45 франков, был задержан, когда пытался скрыться и приговорен жюри департамента Сены к вечной каторге
Дети:
- Бертран Номпар (9.06.1834—29.01.1842)
- Маргерит Констанс Гислена (15.10.1835—5.01.1916). Муж (31.10.1855): граф Гюстав Эмманюэль Луи де Режкур-Гурне (1827—1913)
- Оливье Эмманюэль Огюст Луи Гислен (12.04.1839—22.01.1909), герцог де Лафорс. Жена (20.05.1876): Анн Бланш Элизабет Жанна де Майе де Латур-Ландри (8.05.1854—15.09.1909), дочь сенатора Армана Юрбена Луи де Майе де Латур-Ландри и Жанны Лебрён де Плезанс